# Ralph Brand
Ralph Brand (Edimburgo, 8 dicembre 1936) è un ex calciatore e allenatore di calcio scozzese, ha allenato l'Albion Rovers.

## Biografia
Ha studiato alla scuola superiore di Wembley a 16 anni.

## Carriera
Debutta il 6 novembre 1954 nella vittoria 6-0 contro il Kilmarnock dove ha segnato una doppietta. Nel 1960-1961 segna 24 gol in 34 partite, in totale alla fine della stagione sono 44 inclusa la finale persa contro la ACF Fiorentina. Ha segnato 206 gol in 317 partite con il Glasgow Rangers.
Nell'agosto del 1965 venne ceduto al Manchester City per 30.000 lire dove fece 2 gol in 17 partite in una stagione e poi 0 gol in tre partite nel 1966-1967.

## Palmarès

### Club
- Scottish Premier League: 6

Rangers: 1955-1956, 1956-1957, 1958-1959, 1960-1961, 1962-1963, 1963-1964
- Second Division: 1

Manchester City: 1965-1966

#### Individuale
- Capocannoniere della Coppa delle Coppe UEFA: 1

1960-1961 (5 gol ex aequo con Jimmy Millar)